# カッパドキア

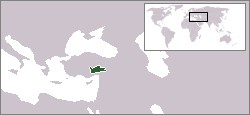
紀元前188年のカッパドキア

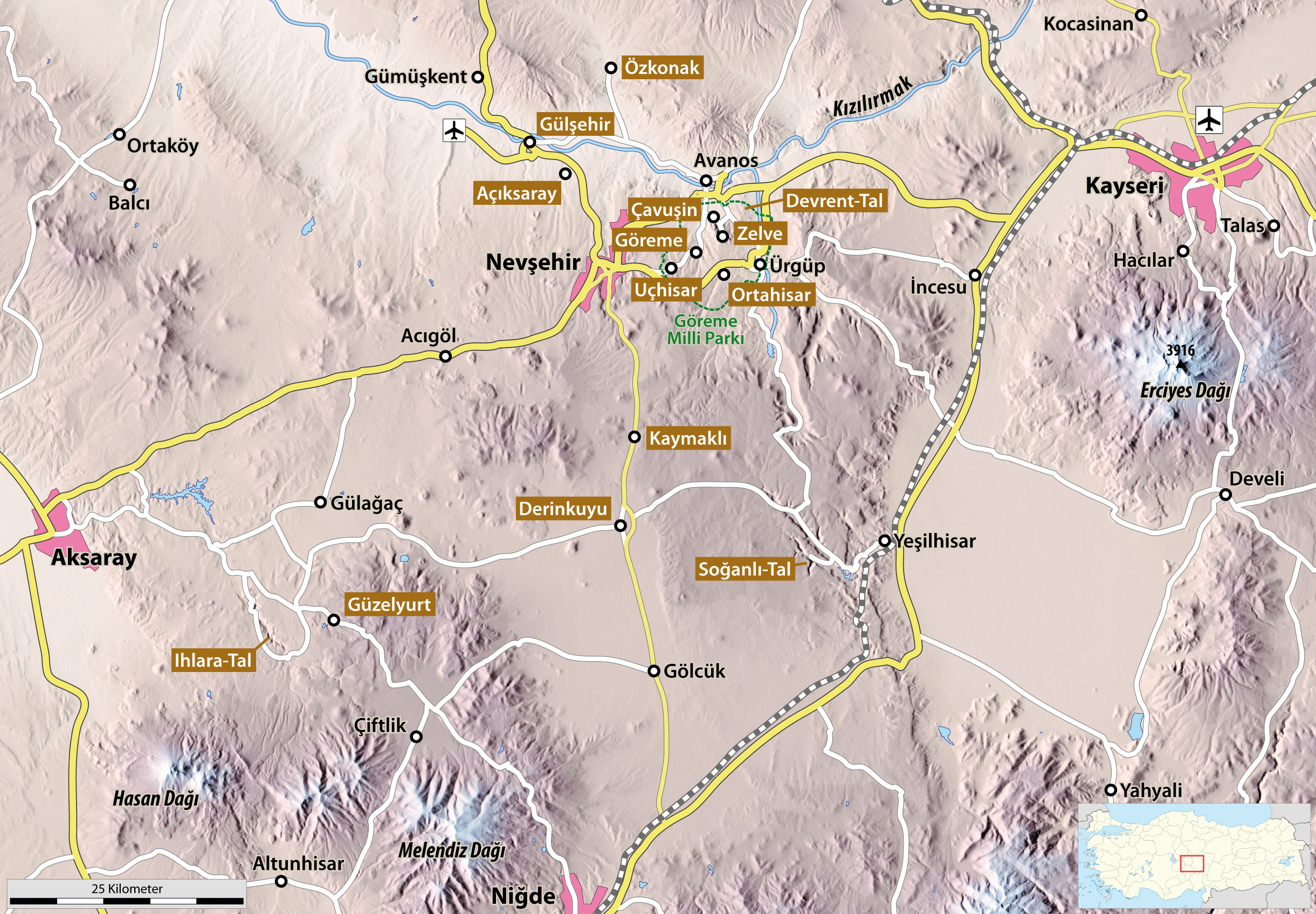
カッパドキアの地図

カッパドキア（ラテン語: Cappadocia）はトルコの中央アナトリアの歴史的地域、あるいはアンカラの南東にあるアナトリア高原の火山によってできた大地をいう。
古代の地理においてCappadocia（「美しい馬の地」を意味するペルシア語: Katpatukに由来、トルコ語: Kapadokya, ギリシア語: Καππαδοκία）は、小アジア（現代のトルコ）の広大な内陸地域を指した。ヘロドトスの時代には、「カッパドキア人」がタウロス山脈から黒海までの全域を支配していた。この意味でのカッパドキアは、南はタウロス山脈と、東はユーフラテス川と、北はポントス地方（黒海沿岸部）と、西はおおむねトゥズ湖と境界を接していた。だが、その境界を正確に定義することは不可能である。その国の多少とも詳細な記録を記したただ一人の古代の著述家ストラボンは、その大きさを非常に誇張したが、現在は長さ約250マイル、幅150マイル以下の範囲だったと考えられている。

## 由来

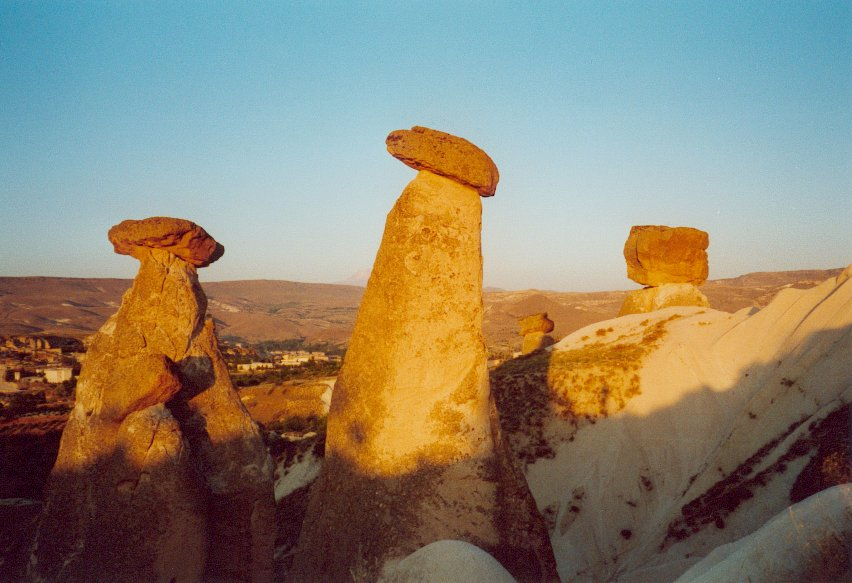
カッパドキアのカルスト状の山

カッパドキアという呼称の最初の記録は、紀元前6世紀後半に遡る。そこでは、2人のアケメネス朝初期の王ダレイオス1世とクセルクセス1世について3言語で書かれた碑文に、ペルシア帝国を構成する一地方（古代ペルシア語でdahyu-「州」）として現れている。地方についてのこれらの一覧の中で、古代ペルシア語での名称はKatpatukaであるが、ペルシア固有の言葉でないことは明らかである。エラム語とアッカド語版の碑文も、類似の名称を含んでいる。
ヘロドトスは、カッパドキア人という名称はペルシア人（しかるに、彼らはギリシア人によって「シリア人」「白いシリア人」(Leucosyri)と呼ばれた）によって用いられたと伝えている。
彼が言及したカッパドキアの部族の一つはw:en:Moschoiであり、彼らはフラウィウス・ヨセフスによると、旧約聖書の人物ヤペテの息子メシェク（Meshech）に結び付けられ、ここにある「マザカ」という都市はメシェクが訛ったものとされた（『ユダヤ古代誌』第I巻vi章の解説より。『ミシュナー』のw:en:Ketubot　13:11も参照。）
ペルシア帝国後期の皇帝の支配のもとで、彼らは2つのサトラペイア、すなわち行政区に分割された。中央と内陸の部分を含む一方に対して、ギリシアの地理学者によってカッパドキアの名前が使われ続け、そして他方はポントスと呼ばれた。この分割はクセノフォンの時代以前に既になされていた。
ペルシア帝国滅亡後も2つの州は分離され続けたので、両者の区別は恒久化された。カッパドキアは内陸の州（時に大カッパドキアと呼ばれる）に限定され、これのみが本稿の焦点となる。
カッパドキア王国はストラボンの時代すなわち紀元前1世紀にはまだ名目上は独立国として存在していた。
キリキアはその国全体の首都であるカエサレア・マザカ（現在のカイセリ）が位置する地域に与えられた名前である。ストラボンは、カッパドキアの中で2つの都市のみが名を挙げるにあたいすると考えた。それは　カエサレア（元はマザカとして知られた）とテュアナw:en:Tyanaで、タウルス山脈の麓から遠くない位置にあった。

## 歴史

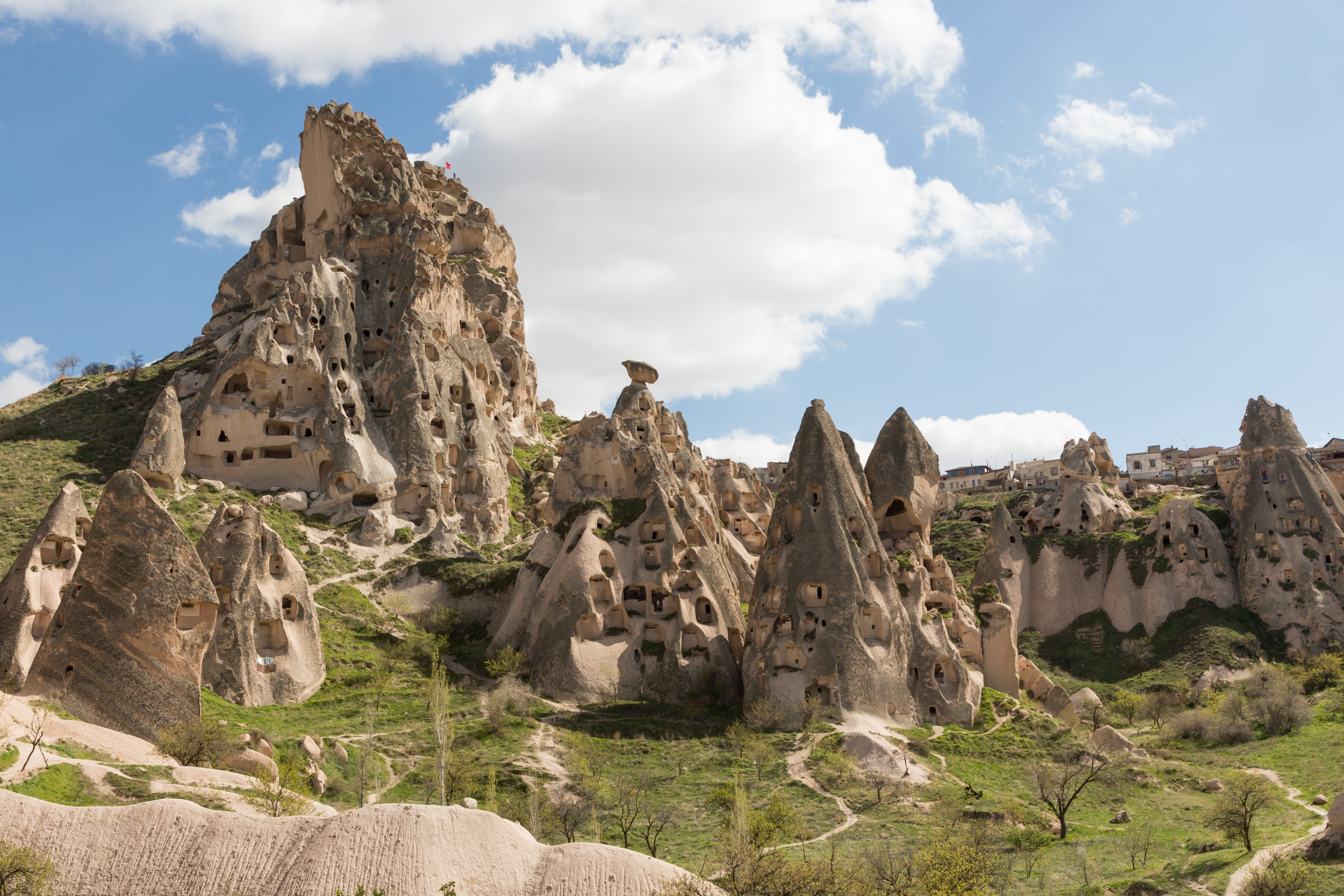
熱気球から観たカッパドキアの奇観

カッパドキアは、後期青銅器時代にハッティ人として知られ、ハットゥシャに中心を置いたヒッタイト軍の本拠地となった。
ヒッタイト帝国の滅亡の後、紀元前6世紀のクロイソスによる敗北以後のシリア系カッパドキア人の衰退によって、カッパドキアは強固な城に住み、農民を奴隷状態においた、一種の封建貴族の軍政に委ねられた。これは後に、彼らをして、外国の奴隷制度に適した者とした。
カッパドキアはアケメネス朝のダレイオス1世によって設置された区画の中で第3サトラペイアに含まれた。しかし、誰もその地方全体に対して明確に至上な存在ではなく、ペルシア王に対してほぼ完全に従属した地元の支配者たちによる統治が長く続いた。
紀元前4世紀中頃にはサトラップのダタメスによって徹底的に抑えられた。後に彼はペルシア王に反旗を翻したものの、敗死した。カッパドキアは、一人の統治者アリアラテス1世のもとで独立を回復した。彼はアレクサンドロス3世と同時代の人であり、アケメネス朝が滅びた後も、カッパドキアの王位を維持した。
この地域にアレクサンドロスが訪れることはなかった。彼は、小アジアから出発する前にアリアラテスによってなされた彼の統治権への従属的承認で満足した。そして、土着王朝の継続はアレクサンドロスの死後の短い期間のみ中断された。なぜならその時、帝国の全体的な分割の中で、王国はアリアラテスの許可を得ることなくエウメネスのものとなったからだ。彼の権利は、アリアラテスを磔刑にした摂政のペルディッカスによって紀元前322年に履行された。しかしエウメネスの死をもたらした紛争の中で、アリアラテスの息子は遺産を回復し、それを後継者の血統に残した。
アリアラテス4世の治下に、カッパドキアは共和政ローマとの関係を持つにいたった。最初はセレウコス朝のアンティオコス3世の主張を支持し敵対者として、それからマケドニア（アンティゴノス朝）王ペルセウスに対抗する同盟者としてである。
王たちはこれ以後、それまで折々に従属してきたセレウコス朝シリアに対抗して、共和政ローマと同盟した。アリアラテス5世はローマのプロコンスル（前執政官）プブリウス・リキニウス・クラッスス・ディウェス・ムキアヌス(en)とともにアッタロス朝（ペルガモン王国）の王位主張者アリストニコス（エウメネス3世に対して軍を進めたが、彼らの軍は殲滅された(紀元前130年)。彼の死後の混乱は最後には、勃興するポントス王国の介入と王朝の崩壊に終る陰謀と戦争を招いた。 

カッパドキア属州の位置

カッパドキア人は、ポントス王ミトリダテス6世に対してローマの支援を受けつつ、地元の後継領主にアリオバルザネス1世を選任した（紀元前93年）が、第三次ミトリダテス戦争でミトリダテス6世が敗死し、ティグラネス2世（アルメニア王）がローマへ屈服するまで、彼の支配は確立されなかった。
ローマの内戦中には、カッパドキアはグナエウス・ポンペイウスに組し、次にはガイウス・ユリウス・カエサルにつき、またマルクス・アントニウスに従い、そして彼に対抗した。アリオバルザネス王朝は終わりを迎え、その代わりにアルケラオスという人物が、始めはアントニウスの、次に初代ローマ皇帝アウグストゥスの支援によって統治した。この従属的独立は紀元17年まで維持されたが、ティベリウス帝の時代、アルケラオス王の不名誉な死とともに、カッパドキアはついにローマの属州となった。
カッパドキア属州は州都をカエサレア（現：カイセリ）に置き、1世紀の後半にはポントゥスやアルメニア・インフェリオルの領域の一部も併せられた。ローマ帝国にとって最北東の属州であり、2個軍団といくつかのアウクシリアが常駐した。
284年に皇帝となったディオクレティアヌスは東方属州の再編を行い、カッパドキア属州は元々の属州面積に戻された。330年、カッパドキア属州の東半分がアルメニアに新たに設置された属州へ合併させるため分離された。371年、ウァレンス帝はさらにカッパドキア属州の南西部をカッパドキア・セクンダ（Cappadocia Secunda）として分離させ、残った北東部はカッパドキア・プリマ（Cappadocia Prima）と名付けられた。

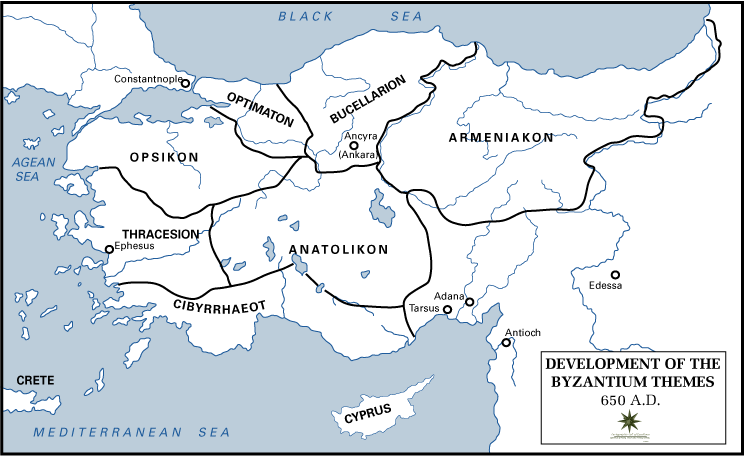
アナトリア半島のテマ制（650年）

カッパドキアはいくつかの地下都市を有しており、主として初期キリスト教徒によって、隠れ場所として使用された。4世紀のカッパドキアの神父たちは、初期キリスト教哲学の多くに対して不可欠な存在であった。
ローマ帝国が分裂するとカッパドキアは東ローマ帝国に属した。535年にユスティニアヌス1世はプリマとセクンダの2つの属州を再び統一のカッパドキア属州として統合した。その後、イサウリア人による襲撃を受け、7世紀前半までにカッパドキア属州はサーサーン朝の支配下へ入ったが、サーサーン朝がイスラム勢力によって滅ぼされると、カッパドキアは東ローマ帝国の領土に再び組み入れられて、アナトリコン（Anatolikon）とアルメニアコン（Armeniakon）の2つのテマ制に再編された。
1071年のマラズギルトの戦いで東ローマ帝国を破ったセルジューク朝がカッパドキアを支配。セルジューク朝の崩壊後、一時期はKaramanoğluが支配したが、15世紀までにオスマン朝がカッパドキアを領有し、現在はトルコ共和国の領土内にある。

## 世界遺産
ギョレメ国立公園およびカッパドキアの岩石遺跡群

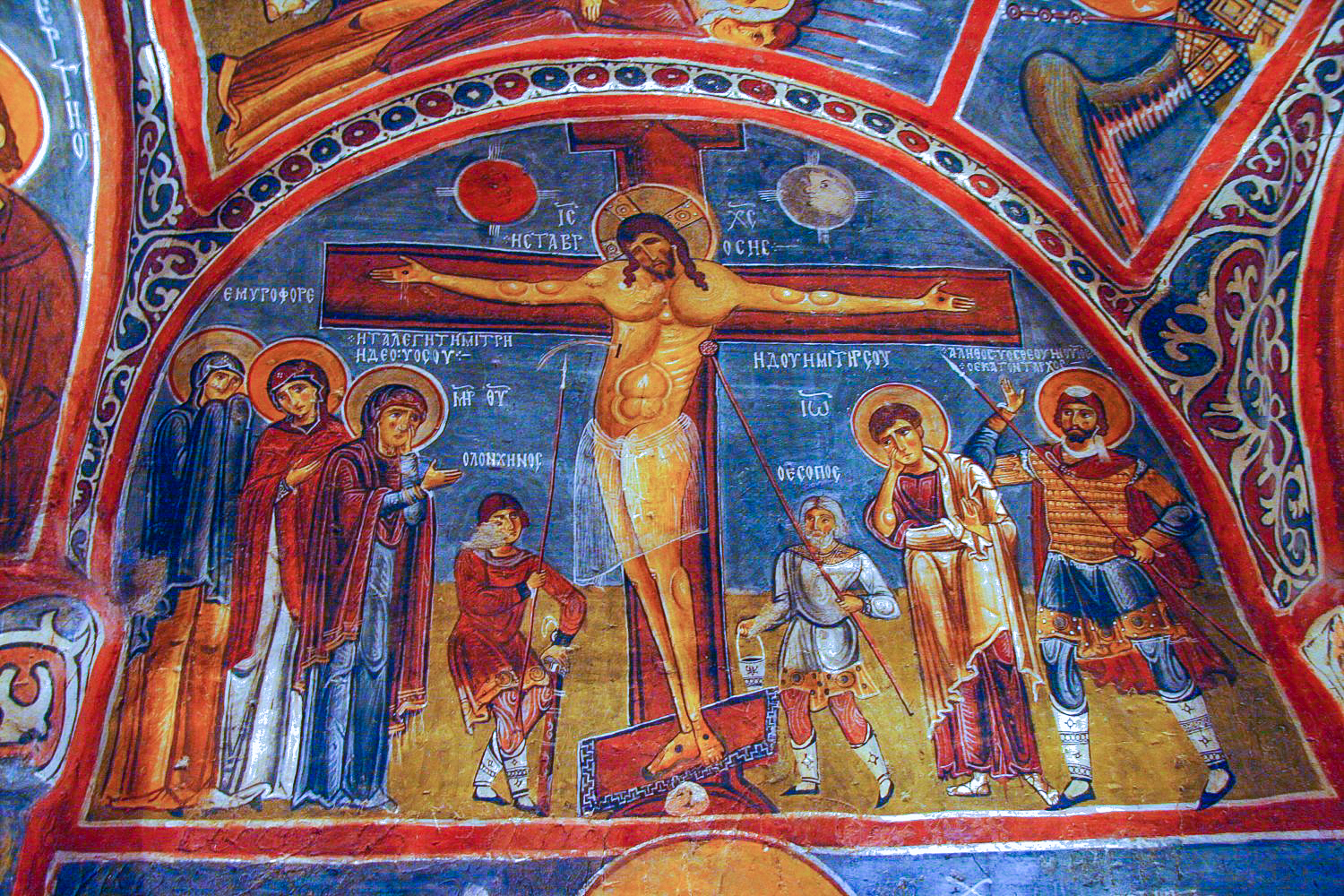
ギョレメの岩窟教会

"妖精の煙突"と呼ばれる岩の形成物の間に位置するギョレメ は、トルコの歴史地区カッパドキアの町である。それはアナトリア中央部の ネヴシェヒル県 (Nevşehir)にある。ギョレメ国立公園(トルコ語でGöreme Milli Parklar)は、1985年にユネスコの世界遺産リストに加えられた。  
この地域への初期の移住は キリスト教が伝播した頃の古代ローマ後期にさかのぼる。史跡の中にはギョレメのオルタハネ、ドゥムス・カディル、ユフス・コックとベジルハネの教会、岩から彫られた家々と縦抗がある。
地下45メートルまでには、広範囲の地下都市が近年発見されている。

### 登録基準
この世界遺産は世界遺産登録基準のうち、以下の条件を満たし、登録された（以下の基準は世界遺産センター公表の登録基準からの翻訳、引用である）。
- (1) 人類の創造的才能を表現する傑作。
- (3) 現存するまたは消滅した文化的伝統または文明の、唯一のまたは少なくとも稀な証拠。
- (5) ある文化（または複数の文化）を代表する伝統的集落、あるいは陸上ないし海上利用の際立った例。もしくは特に不可逆的な変化の中で存続が危ぶまれている人と環境の関わりあいの際立った例。
- (7) ひときわすぐれた自然美及び美的な重要性をもつ最高の自然現象または地域を含むもの。

### カッパドキア観光
カッパドキアには多くの観光地がある。たとえば"妖精の煙突"と呼ばれる多様な奇岩、ギョレメ谷、ギョレメ国立公園、岩窟教会、カイマクル・デリンクユあるいはオズコナックの地下都市、ゼルヴェ谷、アヴァノスとその陶器、ウチヒサルの岩の要塞、ウフララ渓谷とソアンル、といった場所である。
サイクリング、ウォーキング、乗馬のツアーも、この地域で人気となりつつある。2005年の公式観光者数によれば、年に85万人の外国人旅行者、そして約100万人のトルコ人旅行者が訪れる。

### ギャラリー

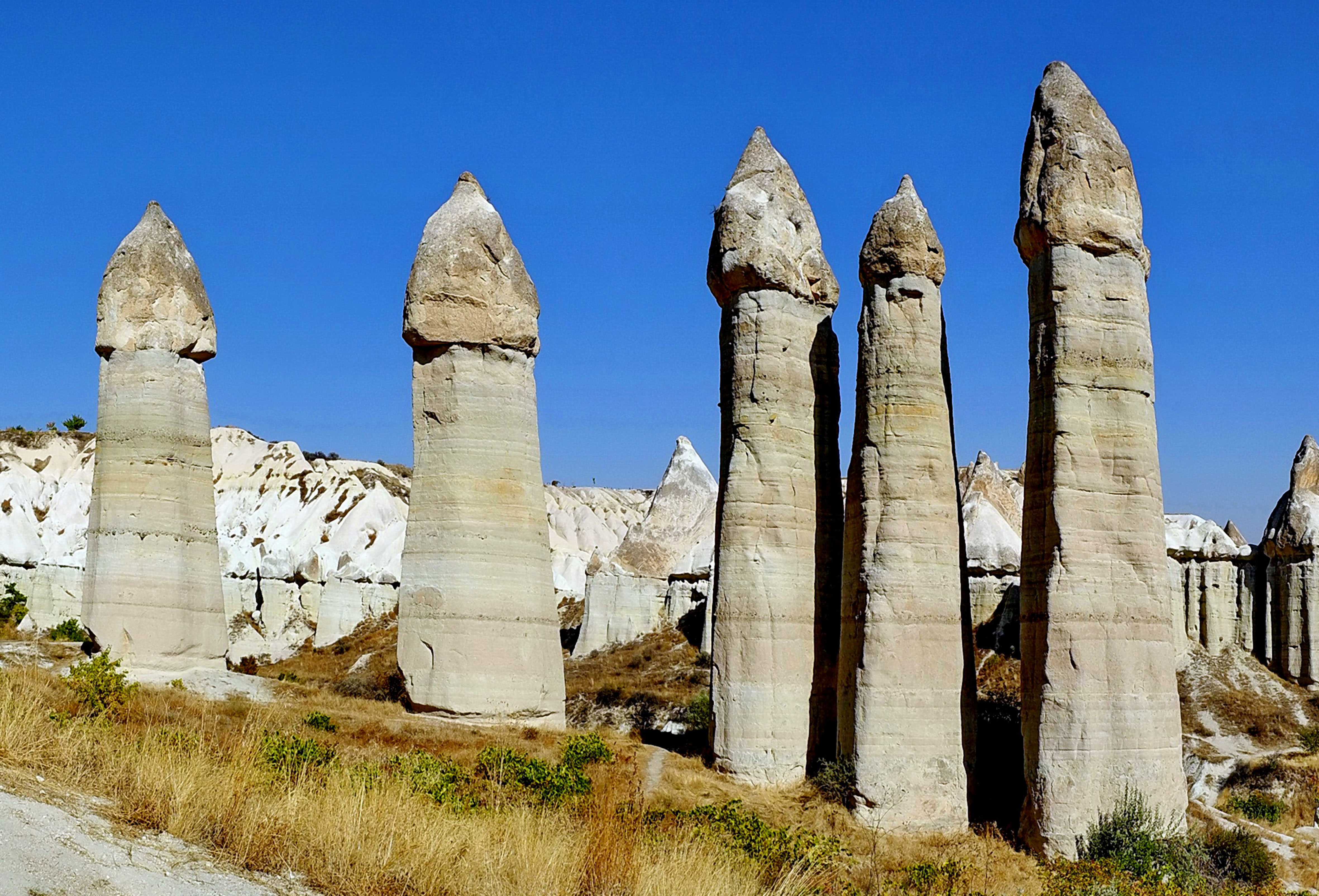
ラブバレー
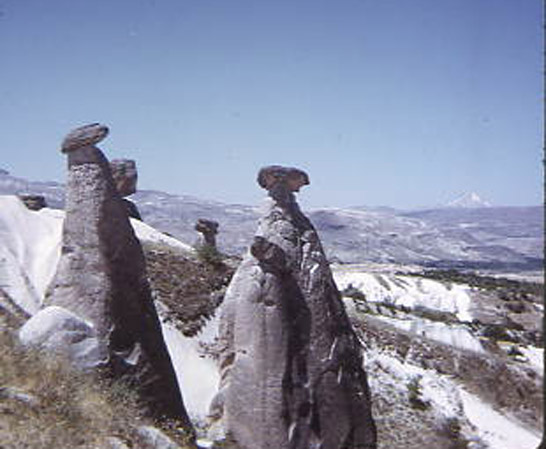
妖精の煙突
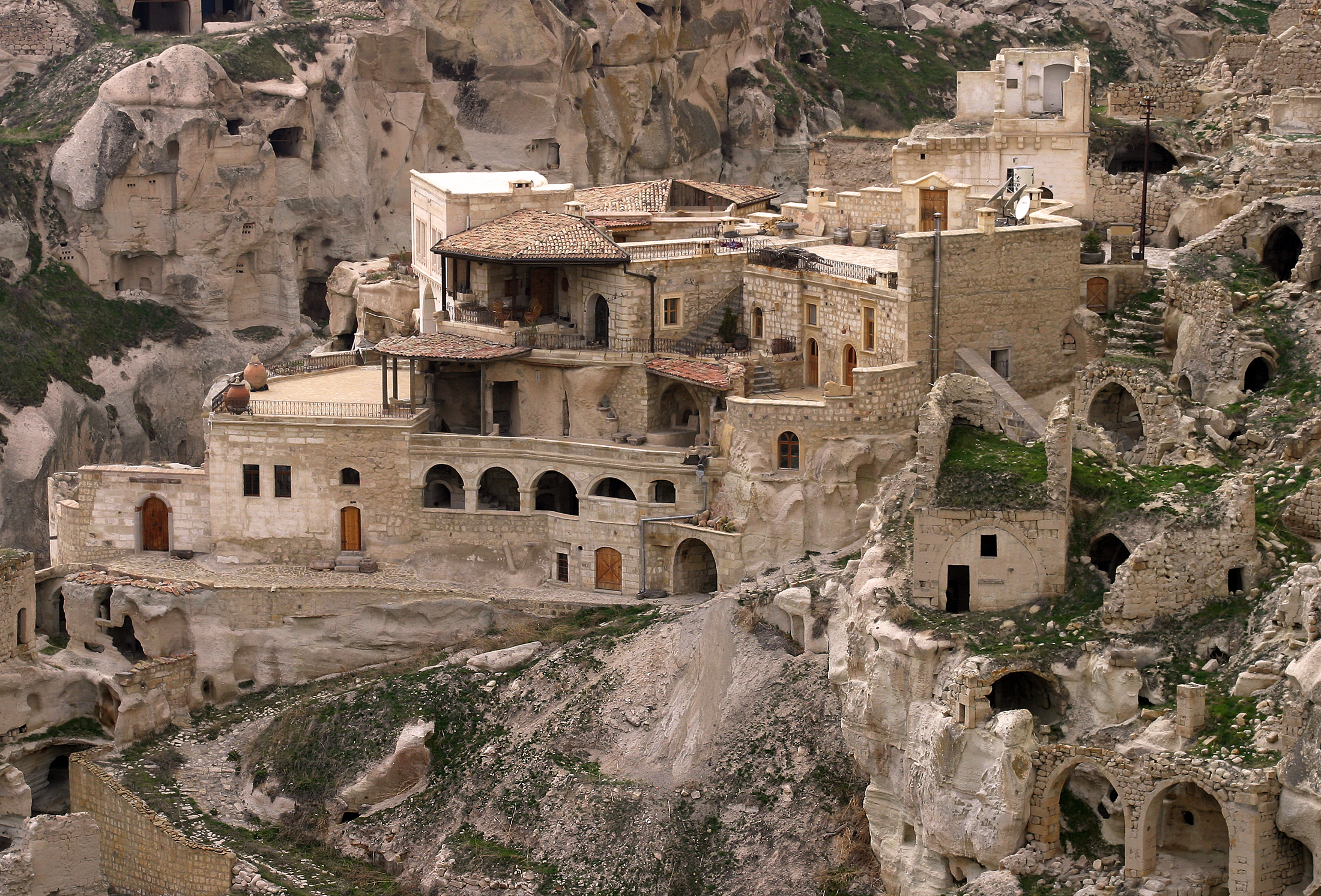
カッパドキアの家
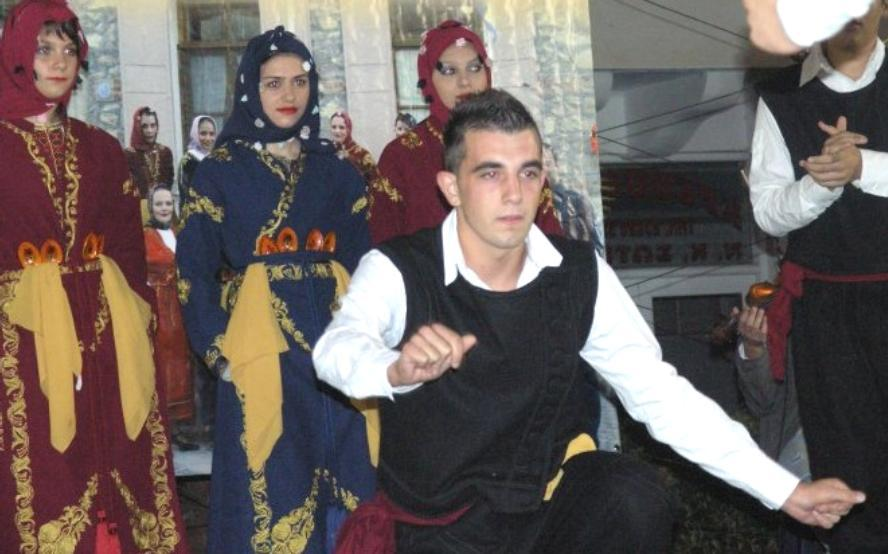
伝統の装束を着たギリシャ系カッパドキア人（英語版）
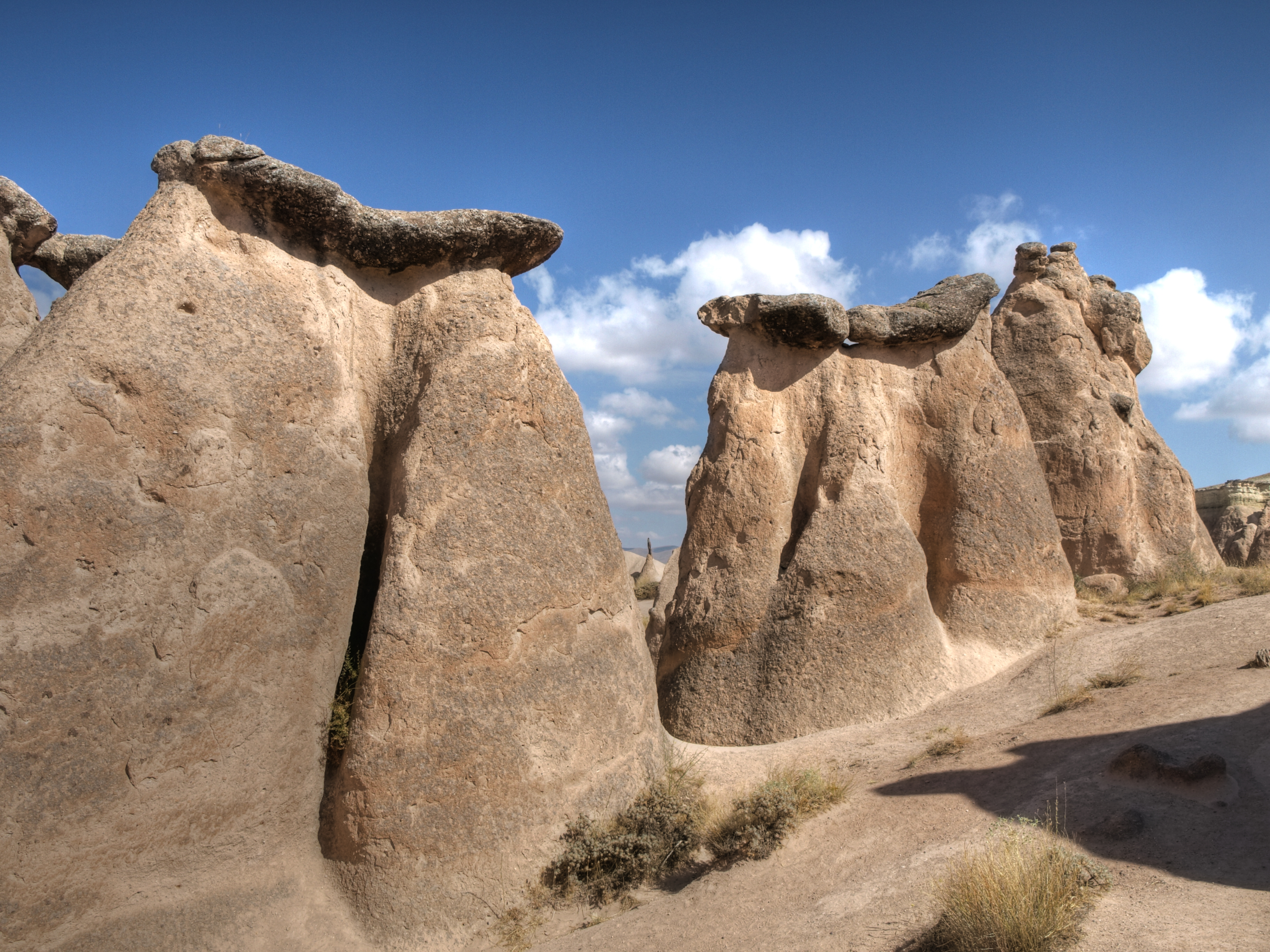
ギョレメ
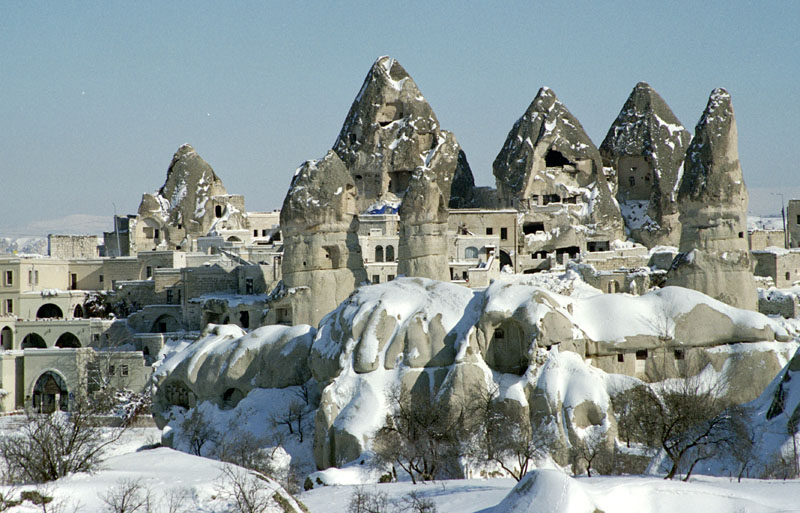
冬のギョレメ
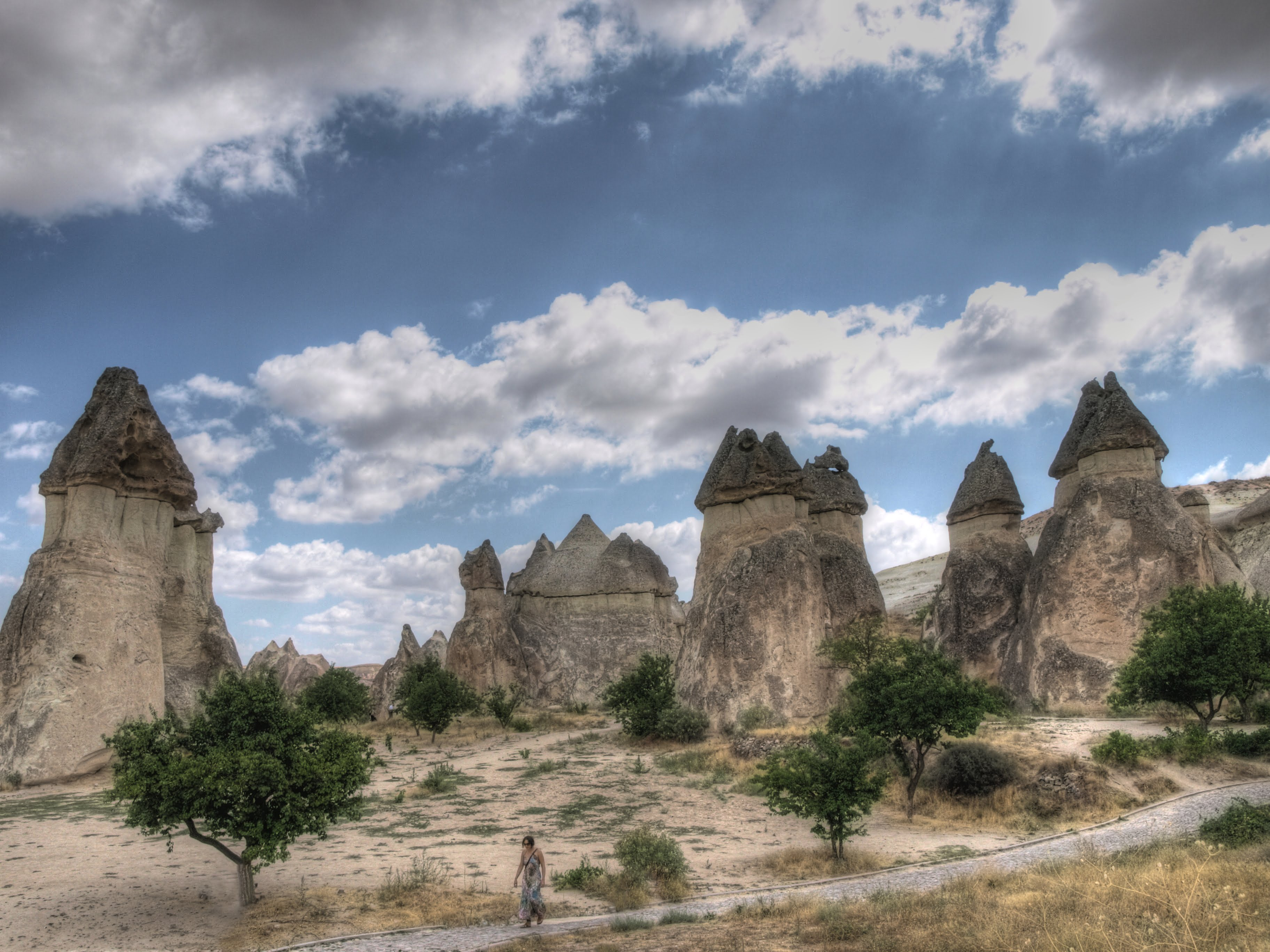
ユルギュップ
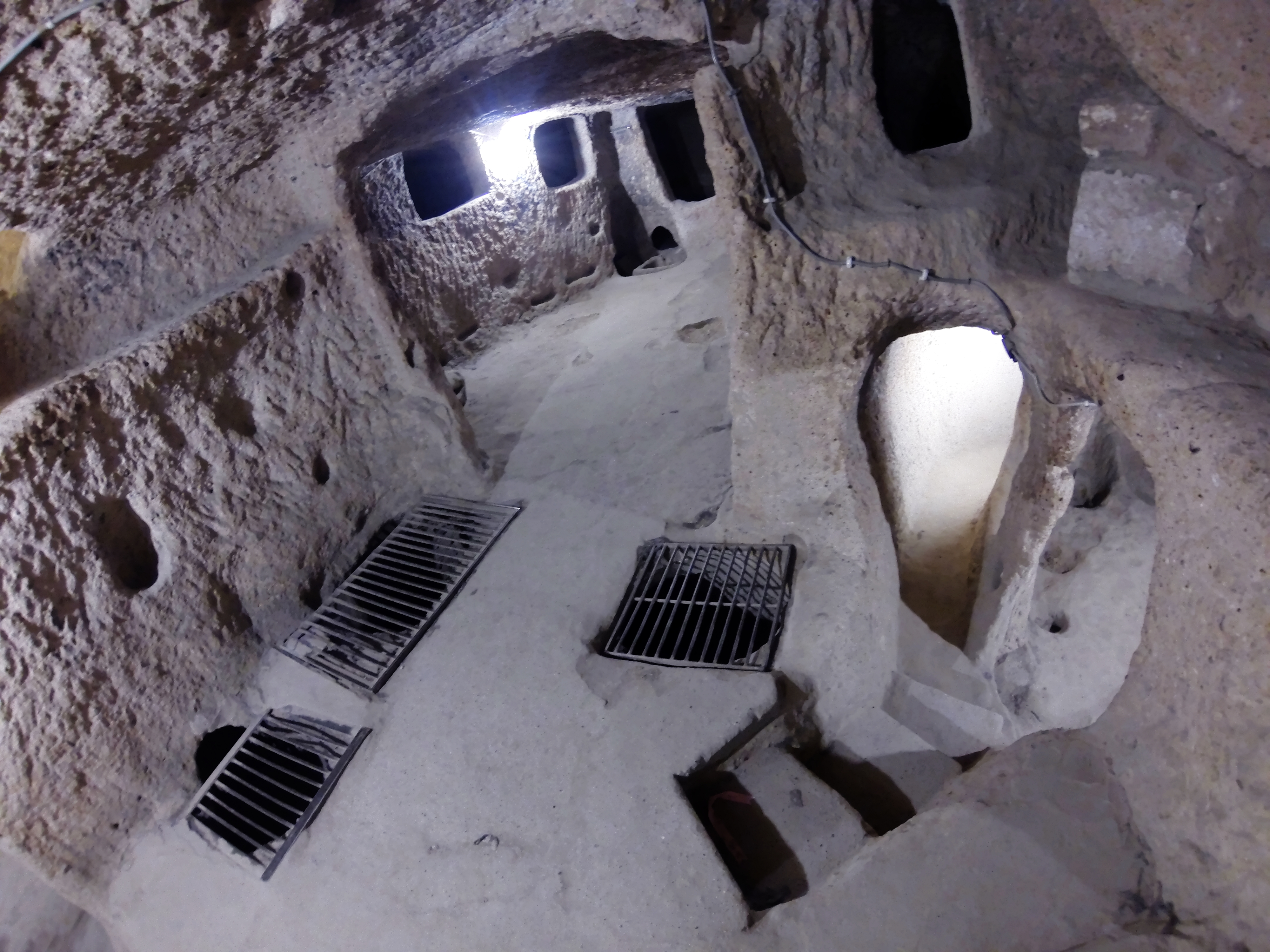
地下都市カイマクル
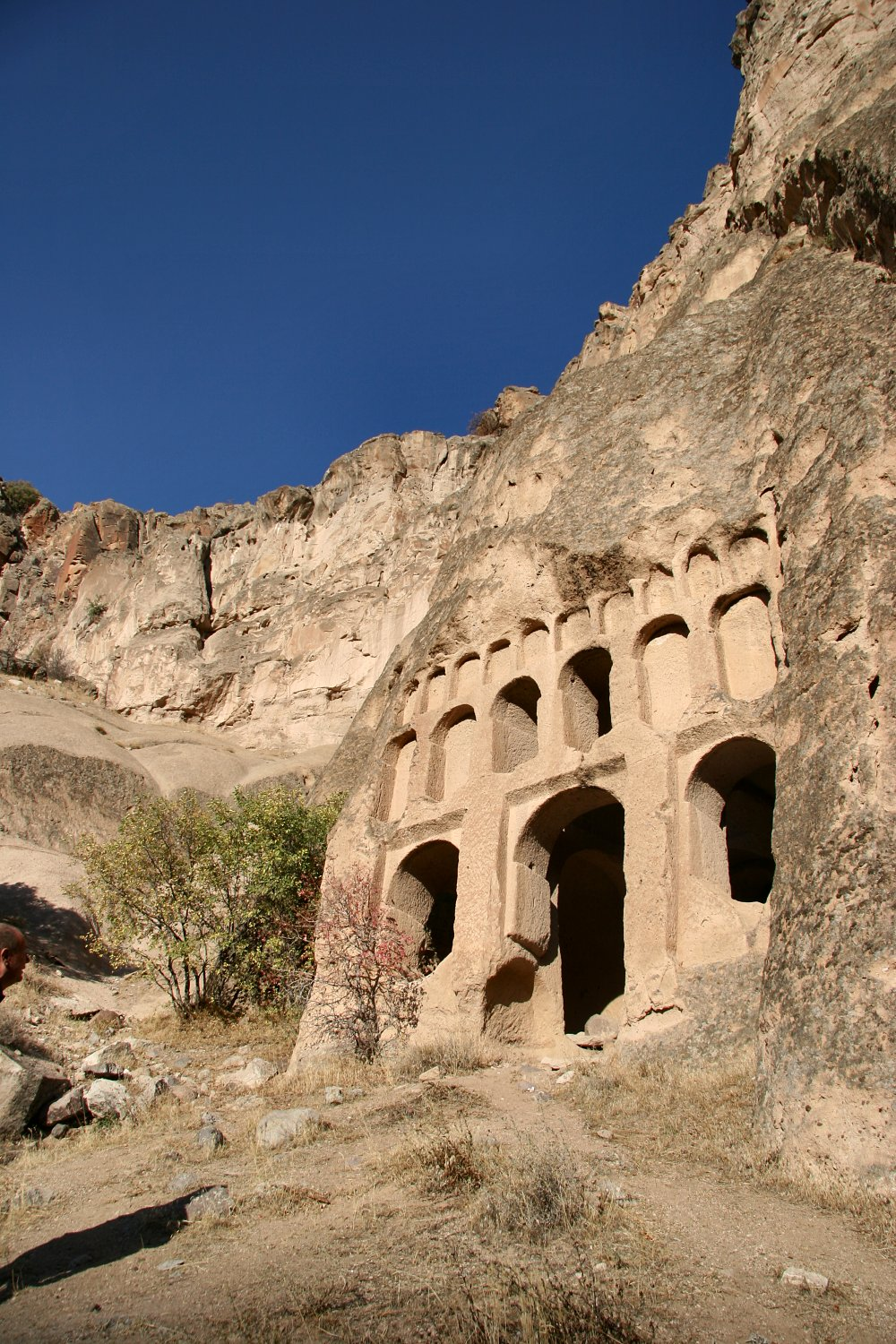
カッパドキアの石窟寺院

## アリアラテス朝カッパドキア王一覧
文献による。在位年も文献によるがおよそのものである。
- アリアラテス1世（紀元前350年 - 紀元前322年）
- エウメネス（紀元前322年 - 紀元前316年） - アレクサンドロス大王家臣

（セレウコス朝による支配　紀元前316年 - 紀元前300年頃）
- アリアラテス2世（紀元前300年 - 紀元前280年）
- アリアラムネス（紀元前280年 - 紀元前230年）
- アリアラテス3世（紀元前230年 - 紀元前220年）
- アリアラテス4世（紀元前220年 - 紀元前163年）
- アリアラテス5世（紀元前163年 - 紀元前130年）
- アリアラテス6世（紀元前130年 - 紀元前112年）
- アリアラテス7世（紀元前112年 - 紀元前100年）
- アリアラテス8世（紀元前100年 - 紀元前98年）
  - アリアラテス9世（紀元前100年 - 紀元前85年） - ポントス王ミトリダテス6世息子
- アリオバルザネス1世（紀元前95年 - 紀元前63年）
- アリオバルザネス2世（紀元前63年 - 紀元前53年）
- アリオバルザネス3世（紀元前53年 - 紀元前42年）
- アリアラテス10世（紀元前42年 - 紀元前36年）
- アルケラオス1世（紀元前36年 - 17年）
- アルケラオス2世（17年 - 37年） - キリキア王のみ、17年にローマの属州となる。

### 系図
|  |  |                     |                     |                     |                     |                     |                     |  |  |                  |                  |                  |                  |                  |                  |  |  |                                      |                                      |                                      |                                      |                                      |                                      |  |  |  |  |  |  |  |  |  |  |  |  |
|  |  |                     |                     |                     |                     |                     |                     |  |  |                  |                  |                  |                  |                  |                  |  |  |                                      |                                      |                                      |                                      |                                      |                                      |  |  |  |  |  |  |  |  |  |  |  |  |
|  |  | アリアラテス1世     | アリアラテス1世     | アリアラテス1世     | アリアラテス1世     | アリアラテス1世     | アリアラテス1世     |  |  | ホロフェルネス   | ホロフェルネス   | ホロフェルネス   | ホロフェルネス   | ホロフェルネス   | ホロフェルネス   |  |  |                                      |                                      |                                      |                                      |                                      |                                      |  |  |  |  |  |  |  |  |  |  |  |  |
|  |  | アリアラテス1世     | アリアラテス1世     | アリアラテス1世     | アリアラテス1世     | アリアラテス1世     | アリアラテス1世     |  |  | ホロフェルネス   | ホロフェルネス   | ホロフェルネス   | ホロフェルネス   | ホロフェルネス   | ホロフェルネス   |  |  |                                      |                                      |                                      |                                      |                                      |                                      |  |  |  |  |  |  |  |  |  |  |  |  |
|  |  |                     |                     |                     |                     |                     |                     |  |  | アリアラテス2世  |                  |                  |                  |                  |                  |  |  |                                      |                                      |                                      |                                      |                                      |                                      |  |  |  |  |  |  |  |  |  |  |  |  |
|  |  |                     |                     |                     |                     |                     |                     |  |  |                  |                  |                  |                  |                  |                  |  |  |                                      |                                      |                                      |                                      |                                      |                                      |  |  |  |  |  |  |  |  |  |  |  |  |
|  |  |                     |                     |                     |                     |                     |                     |  |  | アリアラムネス   |                  |                  |                  |                  |                  |  |  |                                      |                                      |                                      |                                      |                                      |                                      |  |  |  |  |  |  |  |  |  |  |  |  |
|  |  |                     |                     |                     |                     |                     |                     |  |  |                  |                  |                  |                  |                  |                  |  |  |                                      |                                      |                                      |                                      |                                      |                                      |  |  |  |  |  |  |  |  |  |  |  |  |
|  |  |                     |                     |                     |                     |                     |                     |  |  | アリアラテス3世  | アリアラテス3世  | アリアラテス3世  | アリアラテス3世  | アリアラテス3世  | アリアラテス3世  |  |  | ストラトニケ （アンティオコス2世娘） | ストラトニケ （アンティオコス2世娘） | ストラトニケ （アンティオコス2世娘） | ストラトニケ （アンティオコス2世娘） | ストラトニケ （アンティオコス2世娘） | ストラトニケ （アンティオコス2世娘） |  |  |  |  |  |  |  |  |  |  |  |  |
|  |  |                     |                     |                     |                     |                     |                     |  |  | アリアラテス3世  | アリアラテス3世  | アリアラテス3世  | アリアラテス3世  | アリアラテス3世  | アリアラテス3世  |  |  | ストラトニケ （アンティオコス2世娘） | ストラトニケ （アンティオコス2世娘） | ストラトニケ （アンティオコス2世娘） | ストラトニケ （アンティオコス2世娘） | ストラトニケ （アンティオコス2世娘） | ストラトニケ （アンティオコス2世娘） |  |  |  |  |  |  |  |  |  |  |  |  |
|  |  |                     |                     |                     |                     |                     |                     |  |  |                  |                  |                  |                  |                  |                  |  |  |                                      |                                      |                                      |                                      |                                      |                                      |  |  |  |  |  |  |  |  |  |  |  |  |
|  |  |                     |                     |                     |                     |                     |                     |  |  |                  |                  |                  |                  | アリアラテス4世  |                  |  |  |                                      |                                      |                                      |                                      |                                      |                                      |  |  |  |  |  |  |  |  |  |  |  |  |
|  |  |                     |                     |                     |                     |                     |                     |  |  |                  |                  |                  |                  |                  |                  |  |  |                                      |                                      |                                      |                                      |                                      |                                      |  |  |  |  |  |  |  |  |  |  |  |  |
|  |  |                     |                     |                     |                     |                     |                     |  |  |                  |                  |                  |                  | アリアラテス5世  |                  |  |  |                                      |                                      |                                      |                                      |                                      |                                      |  |  |  |  |  |  |  |  |  |  |  |  |
|  |  |                     |                     |                     |                     |                     |                     |  |  |                  |                  |                  |                  |                  |                  |  |  |                                      |                                      |                                      |                                      |                                      |                                      |  |  |  |  |  |  |  |  |  |  |  |  |
|  |  |                     |                     |                     |                     |                     |                     |  |  |                  |                  |                  |                  | アリアラテス6世  |                  |  |  |                                      |                                      |                                      |                                      |                                      |                                      |  |  |  |  |  |  |  |  |  |  |  |  |
|  |  |                     |                     |                     |                     |                     |                     |  |  |                  |                  |                  |                  |                  |                  |  |  |                                      |                                      |                                      |                                      |                                      |                                      |  |  |  |  |  |  |  |  |  |  |  |  |
|  |  |                     |                     |                     |                     |                     |                     |  |  |                  |                  |                  |                  |                  |                  |  |  |                                      |                                      |                                      |                                      |                                      |                                      |  |  |  |  |  |  |  |  |  |  |  |  |
|  |  |                     |                     |                     |                     |                     |                     |  |  | アリアラテス7世  | アリアラテス7世  | アリアラテス7世  | アリアラテス7世  | アリアラテス7世  | アリアラテス7世  |  |  | アリアラテス8世                      | アリアラテス8世                      | アリアラテス8世                      | アリアラテス8世                      | アリアラテス8世                      | アリアラテス8世                      |  |  |  |  |  |  |  |  |  |  |  |  |
|  |  |                     |                     |                     |                     |                     |                     |  |  | アリアラテス7世  | アリアラテス7世  | アリアラテス7世  | アリアラテス7世  | アリアラテス7世  | アリアラテス7世  |  |  | アリアラテス8世                      | アリアラテス8世                      | アリアラテス8世                      | アリアラテス8世                      | アリアラテス8世                      | アリアラテス8世                      |  |  |  |  |  |  |  |  |  |  |  |  |
|  |  | アリオバルザネス1世 |                     |                     |                     |                     |                     |  |  |                  |                  |                  |                  |                  |                  |  |  |                                      |                                      |                                      |                                      |                                      |                                      |  |  |  |  |  |  |  |  |  |  |  |  |
|  |  |                     |                     |                     |                     |                     |                     |  |  |                  |                  |                  |                  |                  |                  |  |  |                                      |                                      |                                      |                                      |                                      |                                      |  |  |  |  |  |  |  |  |  |  |  |  |
|  |  | アリオバルザネス2世 |                     |                     |                     |                     |                     |  |  |                  |                  |                  |                  |                  |                  |  |  |                                      |                                      |                                      |                                      |                                      |                                      |  |  |  |  |  |  |  |  |  |  |  |  |
|  |  |                     |                     |                     |                     |                     |                     |  |  |                  |                  |                  |                  |                  |                  |  |  |                                      |                                      |                                      |                                      |                                      |                                      |  |  |  |  |  |  |  |  |  |  |  |  |
|  |  |                     |                     |                     |                     |                     |                     |  |  |                  |                  |                  |                  |                  |                  |  |  |                                      |                                      |                                      |                                      |                                      |                                      |  |  |  |  |  |  |  |  |  |  |  |  |
|  |  | アリオバルザネス3世 | アリオバルザネス3世 | アリオバルザネス3世 | アリオバルザネス3世 | アリオバルザネス3世 | アリオバルザネス3世 |  |  | アリアラテス10世 | アリアラテス10世 | アリアラテス10世 | アリアラテス10世 | アリアラテス10世 | アリアラテス10世 |  |  |                                      |                                      |                                      |                                      |                                      |                                      |  |  |  |  |  |  |  |  |  |  |  |  |
|  |  | アリオバルザネス3世 | アリオバルザネス3世 | アリオバルザネス3世 | アリオバルザネス3世 | アリオバルザネス3世 | アリオバルザネス3世 |  |  | アリアラテス10世 | アリアラテス10世 | アリアラテス10世 | アリアラテス10世 | アリアラテス10世 | アリアラテス10世 |  |  |                                      |                                      |                                      |                                      |                                      |                                      |  |  |  |  |  |  |  |  |  |  |  |  |
|  |  | アルケラオス1世     |                     |                     |                     |                     |                     |  |  |                  |                  |                  |                  |                  |                  |  |  |                                      |                                      |                                      |                                      |                                      |                                      |  |  |  |  |  |  |  |  |  |  |  |  |
|  |  |                     |                     |                     |                     |                     |                     |  |  |                  |                  |                  |                  |                  |                  |  |  |                                      |                                      |                                      |                                      |                                      |                                      |  |  |  |  |  |  |  |  |  |  |  |  |
|  |  | アルケラオス2世     |                     |                     |                     |                     |                     |  |  |                  |                  |                  |                  |                  |                  |  |  |                                      |                                      |                                      |                                      |                                      |                                      |  |  |  |  |  |  |  |  |  |  |  |  |

## 登場する作品
その特異な景観や地下都市という特殊な環境から、フィクションの舞台となったりロケーションに使われていることも多い。
- 未来から来たハンター ヨオ - 1983年の映画。
- 風の惑星/スリップストリーム - 1989年のイギリスのSFアクション映画。
- ゴーストライダー2 - 2012年公開のアメリカのオカルトアクション映画。
- 雪の轍 - 2014年のトルコ映画。
- アサシン クリード リベレーション - ユービーアイソフト販売のコンピュータゲーム。後半の一時舞台となる。